# 俵物
俵物（たわらもの），是指煎海鼠（海參）、乾鮑（鮑魚）、魚翅等海產乾貨，日本江戶時代對中國清朝貿易時的出口商品。「俵」是用來裝米裝炭的草袋子，這些海產乾貨也用它來裝，因為主要有三種海產，又稱為「俵物三品（たわらものさんひん）」。
由於俵物為中國菜中的高級食材，清朝對日本輸入的需求與日俱增，時因日本與中國貿易絲綢及漢方藥藥材，導致金、銀、銅外流問題嚴重，因此日本國內在正德之治時頒布《海泊互市新例》，鼓勵「俵物諸色」的出口（諸色是指黃銅器、鍍金器、描金器、伊萬里燒等）:463。因為俵物的價格較高無法大量進貨，清朝商人便會以昆布填充剩餘的船艙空間，除此之外還有寒天、鰹魚乾、魷魚絲等。